# Ykskoivu (ö i Päijänne-Tavastland)
Ykskoivu är en ö i Finland. Den ligger i sjön Päijänne och i kommunerna Padasjoki och Asikkala och landskapet Päijänne-Tavastland, i den södra delen av landet, 130 km norr om huvudstaden Helsingfors. Öns area är 45,9 hektar och dess största längd är 1,9 kilometer i nord-sydlig riktning.